# Australian Signals Directorate

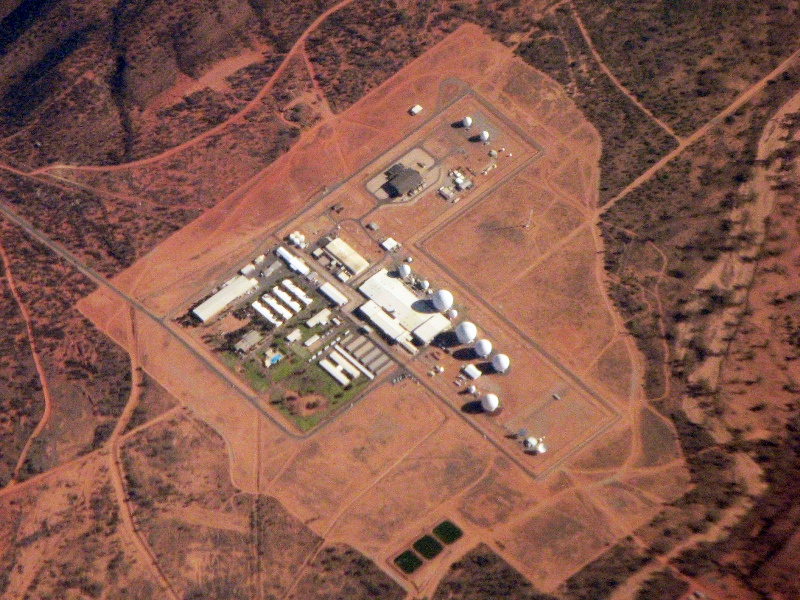
Base americana-australiana de Pine Gap, em Alice Springs, no norte da Austrália, parte do Echelon

Paises membros do UKUSA, Cinco Olhos

A Australian Signals Directorate (ASD; até 2013: Defense Signals Directorate - DSD) é uma agência de inteligência do governo australiano responsável por sinais de inteligência (SIGINT) e segurança da informação (INFOSEC). Ela foi criada em 1947 e faz parte da Aliança Cinco Olhos (em inglês: Five Eyes), um acordo internacional de cooperação entre as inteligências de cinco países: Austrália, Canadá, Nova Zelândia, Reino Unido e Estados Unidos.
A ASD é o equivalente australiano da Agência de Segurança Nacional americana, a National Security Service (em inglês: NSA), operando em conjunto com ela em inúmeras atividades secretas. Ao lado dos Estados Unidos, a ASD opera a estação terrena de satélites Pine Gap (JDFPG), em Alice Springs, que se localiza no norte da Austrália e faz parte da rede de vigilância global Echelon.
Além da ASD, outra base defensiva australiana responsável pelo monitoramento e comunicação com satélites se localiza na região: cerca de 30 km a leste de Geraldton na Austrália Ocidental, em Kojarena, a Australian Defense Satellite Communications Station (ADSCS) também faz parte do sistema Echelon.

## Localização
Seu quartel general está localizado em Canberra, Austrália.

## Controvérsias
Conforme as revelações foram sendo publicadas, foi ficando claro que assim como a NSA e o CSEC do Canadá, bem como os demais membros do grupo chamado de Cinco Olhos, a Nova Zelândia, o Reino Unido e os Estados Unidos, são todos participantes ativos dos programas de vigilância e espionagem global, sob o comando da NSA.
Em 21 de julho de 2013, foi revelado que a base de Pine Gap na Austrália, tem papel fundamental nas polêmicas operações do programa americano de ataques aéreos por drones usados para assassinar cidadãos paquistaneses e que tem causado inúmeras mortes de civis inocentes.
Em 29 de abril de 2014, o ex-primeiro-ministro Malcolm Fraser afirmou que militares e de inteligência australianos envolvidos no programa de assassinatos dos Estados Unidos, poderiam enfrentar acusações de crimes contra a humanidade.